# سامیت (نیوجرسی)
سامیت (به انگلیسی: Summit) شهری در ایالت نیوجرسی کشور ایالات متحده آمریکا است که جمعیت آن در سرشماری سال ۲۰۱۰ میلادی، ۲۱٬۴۵۷ نفر بوده‌است.